# 1620 pr. n. št.

## Smrti
- Hatušili I., kralj Hetitov (* ni znano) (srednja kronologija)